# 鮑德溫斯克羅辛 (亞利桑那州)
鮑德溫斯克羅辛（英語：Baldwins Crossing）是位於美國亞利桑那州亞瓦派縣的一個非建制地區。該地的面積和人口皆未知。

## 地理
鮑德溫斯克羅辛的座標為34°49′26″N 111°48′28″W / 34.82389°N 111.80778°W，而該地的平均海拔高度為1216米（即3989英尺）。